# Насо (Ла Специја)
Насо је насеље у Италији у округу Ла Специја, региону Лигурија.
Према процени из 2011. у насељу је живело 16 становника. Насеље се налази на надморској висини од 482 м.